# Bunny chow
Cet article concerne le plat sud-africain. Pour le film, voir Bunny Chow.
Pour les articles homonymes, voir Bunny et Chow.
Le bunny chow, ou simplement bunny, est un genre de sandwich sud-africain. Ce plat de restauration rapide est composé d'un pain blanc évidé et fourré au curry. Il est né parmi les Sud-Africains d'origine indienne de Durban. Une version du bunny chow qui n'utilise qu'un quart de pain est parfois appelée scambane ou kota (« quartier »).

## Étymologie
En anglais sud-africain, le mot chow est un synonyme argotique de « nourriture ». Le mot bunny n'a sans doute ici rien à voir avec les lapins, c'est plutôt une déformation de Bania (« Banian »), le nom d'une sous-caste (jati) de commerçants.

## Histoire
Le bunny chow est né parmi la communauté indienne de Durban dans les années 1940, mais son origine précise est controversée. Il a pu être inventé par les migrants indiens d'Afrique du Sud venus travailler dans les plantations de canne à sucre du KwaZulu-Natal, pour transporter leur déjeuner sur le terrain : une miche de pain évidée était un moyen pratique de transporter leurs currys végétariens, plus résistant, plus facilement disponible et moins cher que le traditionnel chapati. Les garnitures à base de viande sont venues plus tard.

## Cuisine

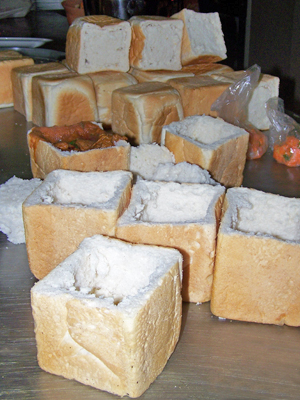
Quarts de pains évidés, prêts à être emplis de curry pour constituer des bunny chows.

Les bunny chows sont populaires auprès des Indiens et d'autres groupes ethniques de la région de Durban. Ils sont généralement garnis de currys traditionnels de Durban : mouton ou agneau, poulet, pieds de porc et haricots, haricots et frites, avec de la sauce au curry. Ils sont souvent servis avec un accompagnement de carottes râpées, de piments et d'oignons (sambal). Une caractéristique essentielle est que la sauce imprègne la mie du pain. On peut commander un bunny chow entier, ou bien une moitié ou un quart. À Durban on dira simplement, par exemple, a quarter mutton (« un quart de mouton »).
Traditionnellement, les clients réceptionnaient leur bunny chow emballé dans du papier journal, mais aujourd'hui il leur est plutôt servi dans une boîte en carton. Le bunny chow se mange avec les doigts, les habitués n'utilisent pas de couverts. Il n'est pas rare qu'on se partage un bunny chow à plusieurs.
Le « Baromètre du bunny chow » se tient chaque année en septembre sur la rive sud de la rivière Umgeni (en), dans un lieu de pique-nique populaire chez les Indiens de Durban. Cette manifestation attire de nombreux participants venus de toute la région métropolitaine de Durban pour concourir au titre de meilleur fabricant de bunny chows.